# Orthocis festivus
Orthocis festivus är en skalbaggsart som först beskrevs av Georg Wolfgang Franz Panzer 1793.  Orthocis festivus ingår i släktet Orthocis, och familjen trädsvampborrare. Arten är reproducerande i Sverige.